# أطول يوم (فلم)
أطول الأيام (بالإنجليزية: The Longest Day) هو فيلم حرب تم إنتاجه في الولايات المتحدة وصدر في سنة 1962.

## ترشيحات وجوائز
| السنة | الحدث  | الفئة              | النتيجة  |
| ----- | ------ | ------------------ | -------- |
|       | أوسكار | أحسن تصوير سينمائي | فـــــوز |

## الميزانية والإيرادات
بلغت تكلفة إنتاج الفيلم حوالي 7.75 مليون دولار بينما حقق أرباحا تقدر بـ 50,100,000 دولار.

## وصلات خارجية
- مقالات تستعمل روابط فنية بلا صلة مع ويكي بيانات